# Hannah Dugan
Hannah C. Dugan (n. 1959) es una abogada y jueza estadounidense de Milwaukee, Wisconsin. Desde 2016 es jueza de circuito del condado de Milwaukee. Antes de su carrera judicial, Dugan fue directora ejecutiva de Catholic Charities USA en el sureste del estado, presidenta del Colegio de Abogados de Milwaukee y trabajó con varias organizaciones de asistencia jurídica.
El 25 de abril de 2025, fue detenida por el Buró Federal de Investigaciones (FBI) y acusada de presuntamente ayudar a un inmigrante irregular a eludir su detención. La detención recibió una gran atención nacional y suscitó opiniones de todo el espectro político y jurídico.

## Carrera
Dugan es licenciada en Estudios Jurídicos por la Universidad de Wisconsin-Madison, y tiene un máster en estudios estadounidenses en el Boston College. Se graduó en la Facultad de Derecho de la Universidad de Wisconsin en 1987 e impartió cursos de Derecho en la Universidad Marquette y en la Facultad de Derecho de la Universidad de Seattle. Entre 1999 y 2000, fue presidenta del Colegio de Abogados de Milwaukee.
Dugan pasó gran parte de su carrera trabajando con organizaciones de ayuda judicial para personas que no pueden pagar la representación legal, y se desempeñó como directora ejecutiva de Caridades Católicas del Sureste de Wisconsin de 2006 a 2009. También participó activamente en organizaciones profesionales y arbitró casos de disciplina de abogados presentados por la Oficina de Regulación de Abogados de Wisconsin. En declaraciones al Milwaukee Independent en 2016, declaró que la situación judicial en Milwaukee le parecía difícil, pero que creía en la independencia de sus jueces.
Dugan fue electa jueza del tribunal de circuito de Wisconsin en 2016, derrotando al titular Paul Rifelj con el 65% de los votos. Durante su mandato, supervisó principalmente los casos de la división de delitos menores del tribunal.

### Arresto

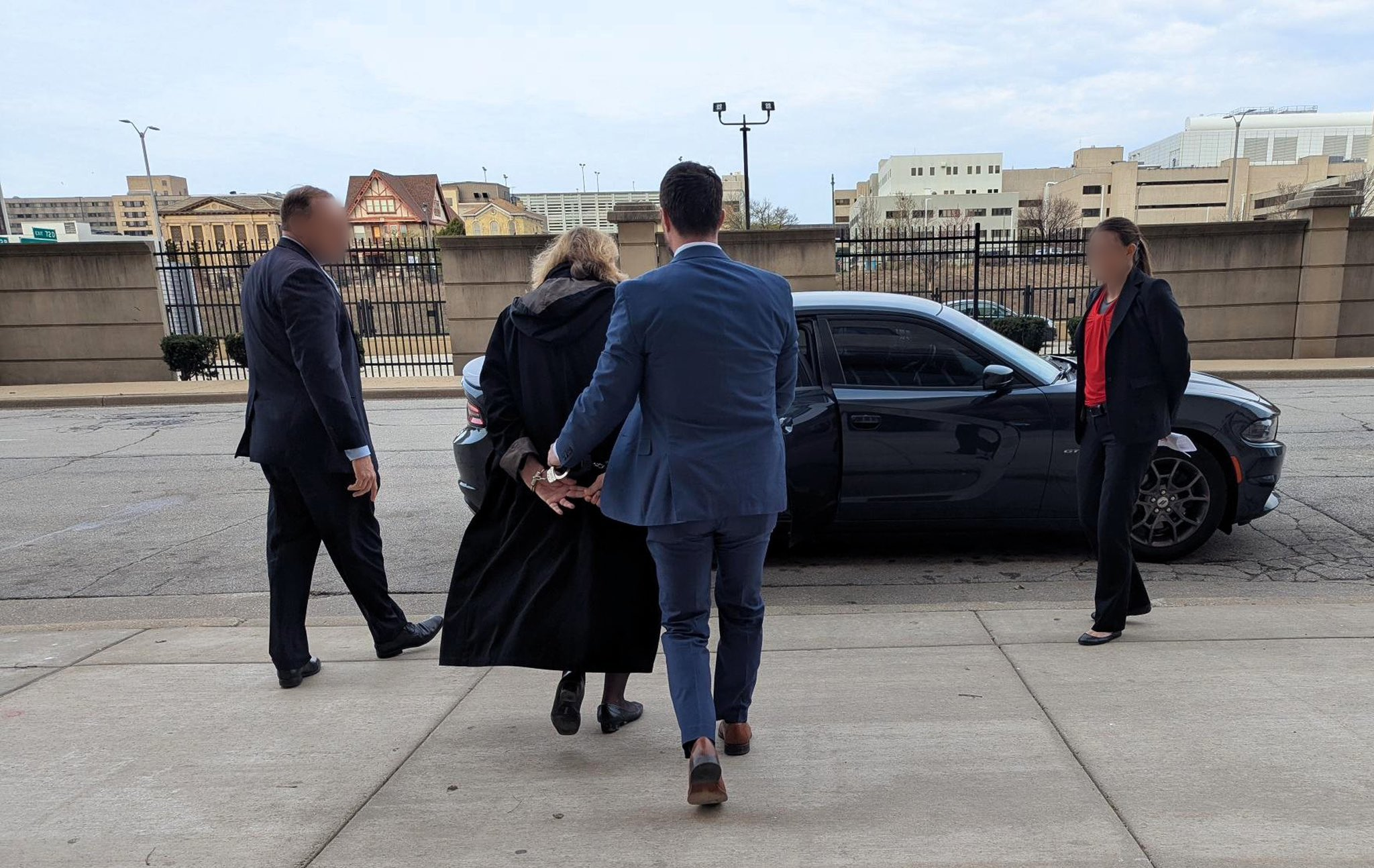
Agentes del FBI arrestando a Dugan en abril de 2025

El 18 de abril de 2025, el Servicio de Inmigración y Control de Aduanas de Estados Unidos (ICE) emitió una orden de detención contra un inmigrante irregular mexicano de 30 años acusado de un delito menor de lesiones, que debía comparecer ante el tribunal de Dugan por cargos de lesiones y maltrato doméstico.
Según una declaración jurada presentada por un agente del FBI, Dugan se describió como «visiblemente molesta» cuando se enteró de que los agentes del ICE estaban esperando fuera de su tribunal para detener al migrante. Presuntamente se enfrentó a los agentes en el pasillo y les preguntó si tenían una orden judicial. Los agentes respondieron que tenían una orden administrativa de detención. Le dijo a los agentes que necesitaban una orden judicial, no una orden administrativa, y les indicó que hablaran con el juez jefe del circuito del condado, Carl Ashley, antes de regresar al tribunal.
Según el Milwaukee Journal Sentinel, cuando el Carl Ashley notificó a Dugan sobre la orden por correo electrónico, respondió diciendo que «no se presentó una orden en el pasillo de la sexta planta».
Luego de que Dugan regresara a su sala, en lugar de realizar la audiencia, le indicó al acusado y a su abogado que salieran por la salida de la sala del jurado al pasillo público.  La salida alternativa conducía a través de un pasillo antes de abrirse a la zona pública donde ella y los agentes habían hablado. El migrante tomó un ascensor, donde fue visto y seguido por un agente de la Administración de Control de Drogas (DEA), y salió del edificio. Los agentes del ICE lo persiguieron y detuvieron cerca de la intersección de West State Street y Tenth Street, y actualmente se encuentra detenido en el centro de detención de Dodge en Juneau, Wisconsin.
El FBI posteriormente abrió una investigación para determinar si había ayudado a un inmigrante a evitar su detención. Dugan fue detenida por agentes del FBI el 25 de abril y acusada de dos delitos graves de obstrucción y encubrimiento de un individuo. El director del FBI, Kash Patel, anunció la detención en la red social Twitter y afirmó que había «desviado intencionadamente a los agentes federales para que no detuvieran al sujeto en su juzgado».
Dugan compareció ante el juez de instrucción Stephen C. Dries esa mañana y no hizo comentarios públicos, pero su abogado le dijo al tribunal que ella «lamenta de todo corazón y protesta por su detención. No se hizo en interés de la seguridad pública".  Tras la vista inicial, Dugan contrató al exfiscal Steven M. Biskupic y al ex procurador general Paul Clement para que la representaran.

### Reacciones
La detención de Dugan fue condenada por múltiples legisladores demócratas de la Cámara de Representantes de Estados Unidos. La senadora estadounidense Tammy Baldwin, que representa a Wisconsin, acusó al presidente Donald Trump de atentar contra los valores democráticos, declarando que la detención del juez «amenaza con quebrantar» la separación de poderes establecida por la Constitución estadounidense. La congresista de Milwaukee Gwen Moore emitió un comunicado en el que afirmaba: «Estoy muy alarmada por las acciones cada vez más fuera de la ley de la Administración Trump, y en particular del ICE, que han estado desafiando a los tribunales y actuando con desprecio por la Constitución.» El congresista Mark Pocan le dijo a Axios que la detención es «cosas que espero de países del Tercer Mundo» y pidió una investigación sobre su arresto.
El alcalde de Milwaukee, Cavalier Johnson, afirmó que la agresiva injerencia federal en el Tribunal del Condado de Milwaukee estaba teniendo un efecto perjudicial en los procesos judiciales normales: «Lo que han hecho es alejar a la gente de participar en lo que son actividades legítimas del tribunal. Estas personas pueden ser víctimas, testigos, participantes en causas civiles o personas que reciben multas de tráfico. Cuando se expulsa a estas personas, nuestra comunidad es menos segura». El asambleísta estatal de Milwaukee Ryan Clancy también se pronunció al respecto, afirmando: «No podemos tener un sistema legal funcional si la gente tiene miedo justificado de presentarse a los procedimientos legales, especialmente cuando los agentes del ICE ya han detenido en repetidas ocasiones a personas en la calle en represalia por la libertad de expresión y de asociación, sin ni siquiera obtener las debidas órdenes judiciales. El ejecutivo del condado de Milwaukee, David Crowley, declaró al Wisconsin Examiner que al tanto de la detención de Dugan e inicialmente afirmó que «debemos dejar que los hechos salgan a la luz y que se desarrolle el proceso legal», pero posteriormente criticó la detención como un «ataque directo al sistema de controles y equilibrios y a la separación de poderes».
Legisladores republicanos defendieron la detención. El congresista Derrick Van Orden afirmó que «muchos jueces activistas de todo el condado han estado actuando políticamente con el fin de sabotear la agenda del presidente Trump, y privar del derecho de voto a los 77 millones de estadounidenses que votaron por él». El exgobernador de Wisconsin Scott Walker pidió a los líderes republicanos de la Legislatura de Wisconsin que convocaran una sesión extraordinaria para impugnar y destituir a Dugan, y el congresista Tony Wied pidió su renuncia. El líder de la mayoría de la Cámara de Wisconsin, Tyler August, dijo en un comunicado que los republicanos de la Asamblea estaban «preparados para actuar con decisión si se confirman estas graves acusaciones», pero no detalló cómo los legisladores buscarían «actuar con decisión». La fiscal general de los Estados Unidos, Pam Bondi, declaró en una entrevista que continuaría arrestando a los jueces que se oponen a la política de inmigración de Trump, diciendo: «iremos por ustedes y los procesaremos. Los encontraremos».
El Milwaukee Journal Sentinel informó de que cinco expertos jurídicos, entre ellos antiguos fiscales federales, no creían que Dugan debiera ser acusado de un delito federal. Christopher Wellborn, presidente de la Asociación Nacional de Abogados Defensores Penalistas, emitió un comunicado criticando la detención, afirmando que la democracia estadounidense «descansa en la independencia del poder judicial» y cualquier «acción de represalia del poder ejecutivo que parezca socavar estos cimientos exige nuestro escrutinio inquebrantable y una respuesta rotunda».
Geraldine Hines, magistrada jubilada del Tribunal Supremo de Massachusetts, comentó que «este tipo de procesamiento es [...] un esfuerzo por intimidar a los jueces».
La columnista de The Guardian Moira Donegan escribió: «El arresto, un movimiento muy dramático y publicitado de la administración Trump, parecía diseñado para provocar miedo entre los jueces, los burócratas del gobierno y los estadounidenses comunes [...] Incluso si se creen las acusaciones del FBI, su relato de la supuesta mala conducta de Dugan es trivial y endeble».
Monica Isham, jueza de circuito del condado de Sawyer, envió un correo electrónico a otros jueces del estado con el asunto «Solicito Orientación o Me Niego a Celebrar Juicios». En el correo electrónico, señalaba que había jurado defender las constituciones de Estados Unidos y de Wisconsin, y decía: «No tengo intención de permitir que el ICE saque a nadie de mi sala y lo envíe a un campo de concentración, especialmente sin el debido proceso, como exigen AMBAS constituciones que juramos apoyar». Isham declaró además que se negaría a celebrar juicios a menos que el distrito le proporcionara orientación.

El prominente abogado de Milwaukee y exfiscal federal Franklyn Gimbel expresó su conmoción por el procedimiento de la detención:
"Ante todo, sé -como ex fiscal federal y como abogado defensor durante décadas- que una persona que es juez, que tiene una residencia que no tiene problemas para ser encontrada, no debería ser arrestada, por así decirlo, como un delincuente común. Y estoy impactado y sorprendido que la fiscalía o el FBI no la hayan invitado a presentarse y aceptar el proceso si la van a acusar de un delito."
El juez jefe Carl Ashley dijo en un comunicado que la carga de casos de Dugan sería manejada por otro jurista en el tribunal y declinó hacer más comentarios.
El 25 de abril tuvieron lugar protestas ante el tribunal de Milwaukee, y el 26 de abril ante la oficina del FBI en St. Francis.

## Historia electoral

### Tribunales de circuito de Wisconsin (2016, 2022)
| Año  | Elección | Fecha      | Electo/a              | Electo/a      | Electo/a | Electo/a | Derrotado         | Derrotado       | Derrotado       | Derrotado       | Total   | Pluralidad |
| ---- | -------- | ---------- | --------------------- | ------------- | -------- | -------- | ----------------- | --------------- | --------------- | --------------- | ------- | ---------- |
| 2016 | General  | 5 de abril | Hannah C. Dugan       | No partidista | 132,461  | 64.90%   | Paul Rifelj (inc) | No partidista   | 70,098          | 34.35%          | 204,088 | 62,363     |
| 2022 | General  | 5 de abril | Hannah C. Dugan (inc) | No partidista | 89,206   | 98.42%   | -sin oposición-   | -sin oposición- | -sin oposición- | -sin oposición- | 90,640  |            |